# Матрицата: Революции
„Матрицата: Революции“ (на английски: The Matrix Revolutions) е американски научнофантастичен екшън филм от 2003 г., по сценарий и режисура на Лана и Лили Уашовски. Това е третата част от филмова поредица „Матрицата“, пуснат шест месеца след „Матрицата: Презареждане“.
Филмът е пуснат самостоятелно в 106 територии на 5 ноември 2003 г. от Warner Bros. Pictures.  Докато е последната част на оригиналната трилогия на поредицата, историите на „Матрицата“ продължава като видеоиграта The Matrix Online. Това е първият игрален филм, който е пуснат по кината на IMAX по същото време. Освен че получи смесени отзиви от критиците, филмът спечели $427.3 милиона световно. Четвъртият филм, озаглавен „Матрицата: Възкресение“ започна производство през 2020 г. и е насрочен за пускане на 22 декември 2021 г.

## Актьорски състав
- Киану Рийвс – Нео
- Лорънс Фишбърн – Морфей
- Кери-Ан Мос – Тринити
- Хюго Уивинг – Агент Смит
- Джейда Пинкет Смит – Найоби
- Мери Алис – Оракулът
- Иън Блис – Бейн
- Харолд Перино – Линк
- Моника Белучи – Персефона
- Хари Леникс – Командир Лок
- Ламбер Уилсън – Меровингий
- Нона Гей – Зий
- Антъни Зербе – Съветника Хаман
- Натаниел Лийс – Капитан Мифуне
- Колин Чоу – Сераф
- Хелмът Бакайти – Архитектът
- Танвир К. Атвал – Сати
- Брус Спенс – Човек от влака
- Джина Торес – Кас
- Клейтън Уотсън – Хлапето

## В България
В България филмът е пуснат по кината на същата дата от Александра Филмс.
На 7 април 2004 г. е пуснат на VHS и DVD от Съни Филмс.
На 11 декември 2008 г. е пуснат отново на DVD от Прооптики.

### Дублажи
| Озвучаващи артисти  | Елена Русалиева Станислав Димитров Калин Сърменов Николай Николов Момчил Степанов |
| Преводач            | Вилма Карталска                                                                   |
| Тонрежисьор         | Георги Калудов                                                                    |
| Режисьор на дублажа | Радослав Рачев                                                                    |

| Преводач            | Любина Ковачева                                                     |
| Редактор            | Мая Кисьова                                                         |
| Тонрежисьор         | Галина Наумова                                                      |
| Режисьор на дублажа | Кирил Бояджиев                                                      |
| Озвучаващи артисти  | Таня Михайлова Вилма Карталска Емил Емилов Борис Кашев Христо Бонин |